# Maria Sødahl
Maria Sødahl (* 31. Dezember 1965) ist eine norwegische Filmregisseurin und Drehbuchautorin.

## Leben
Maria Sødahl schloss 1993 ihr Studium in Filmregie an der Den Danske Filmskole in Kopenhagen ab. Daraufhin realisierte sie verschiedene Kurz- und Dokumentarfilme.
Ihr Spielfilmdebüt als Regisseurin und Drehbuchautorin gab sie 2010 mit der skandinavischen Koproduktion Limbo. Dem Drama um eine norwegische Ehefrau und Mutter (dargestellt von Line Verndal), die beim Umzug mit ihren Kindern nach Trinidad einer Affäre ihres Mannes auf die Schliche kommt, war international sowie in ihrem Heimatland Norwegen Erfolg beschieden. Sødahl wurde mit dem Regiepreis des Montreal World Film Festival ausgezeichnet und in Norwegen folgten 2011 fünf norwegische Filmpreise (Amanda) sowie die Kanonprisen beim Kosmorama Filmfestival in Trondheim für Regie und Originaldrehbuch.
Diesen Erfolg noch zu übertreffen gelang Sødahl mit ihrem zweiten, stark autobiografisch geprägten Drama Hope (2019). Der Film um eine Krebspatientin (dargestellt von Andrea Bræin Hovig) wurde von ihrer eigenen, als unheilbar diagnostizierten Hirnturmor-Erkrankung inspiriert, die ihre Karriere zwischenzeitlich zum Erliegen brachte. Die norwegisch-schwedische Koproduktion mit Stellan Skarsgård in der männlichen Hauptrolle wurde 2019 auf dem Toronto International Film Festival aufgeführt. Hope gewann u. a. 2020 zwei Amandas und drei Kanonprisen und erhielt zwei Nominierungen für den Europäischen Filmpreis für Regisseurin Sødahl und Hauptdarstellerin Hovik. Im selben Jahr wurde Sødahls Film als norwegischer Beitrag für die Kategorie „bester internationaler Film“ bei der Oscarverleihung 2021 ausgewählt.
Maria Sødahl ist mit dem norwegischen Filmemacher Hans Petter Moland verheiratet. Aus der Ehe gingen drei gemeinsame Kinder hervor, während Moland drei weitere Stiefkinder aus einer früheren Beziehung mit in die Ehe brachte.

## Filmografie
- 1989: Life Is Hard and Then You Die (Kurzfilm)
- 1993: Bulldozer (Kurzfilm)
- 1995: Love & Hate – European Stories 1: Sara
- 2000: Vrede (Kurzfilm)
- 2000: De 7 dødssyndene
- 2010: Limbo
- 2019: Hope (Håp)

## Auszeichnungen
- 1995: Spezialpreis der Jury des Festival du Court-Métrage de Clermont-Ferrand für Love & Hate – European Stories 1: Sara
- 2010: Regiepreis des Montreal World Film Festival für Limbo
- 2011: Kanonprisen für Limbo (Beste Regie, Bestes Originaldrehbuch)
- 2020: Berlinale – Preis der Label Europa Cinemas für Hope